# Hrašovík
Hrašovík (Hongaars: Rás) is een Slowaakse gemeente in de regio Košice, en maakt deel uit van het district Košice-okolie.
Hrašovík telt 317 inwoners.